# Apteromesus maculatus
Apteromesus maculatus är en skalbaggsart som beskrevs av Sharp 1903. Apteromesus maculatus ingår i släktet Apteromesus och familjen jordlöpare. Inga underarter finns listade i Catalogue of Life.